# 1756 en science
| Années de la science : 1753 - 1754 - 1755 - 1756 - 1757 - 1758 - 1759    |
| Décennies de la science : 1720 - 1730 - 1740 - 1750 - 1760 - 1770 - 1780 |

Cet article présente les faits marquants de l'année 1756 en science.

## Événements

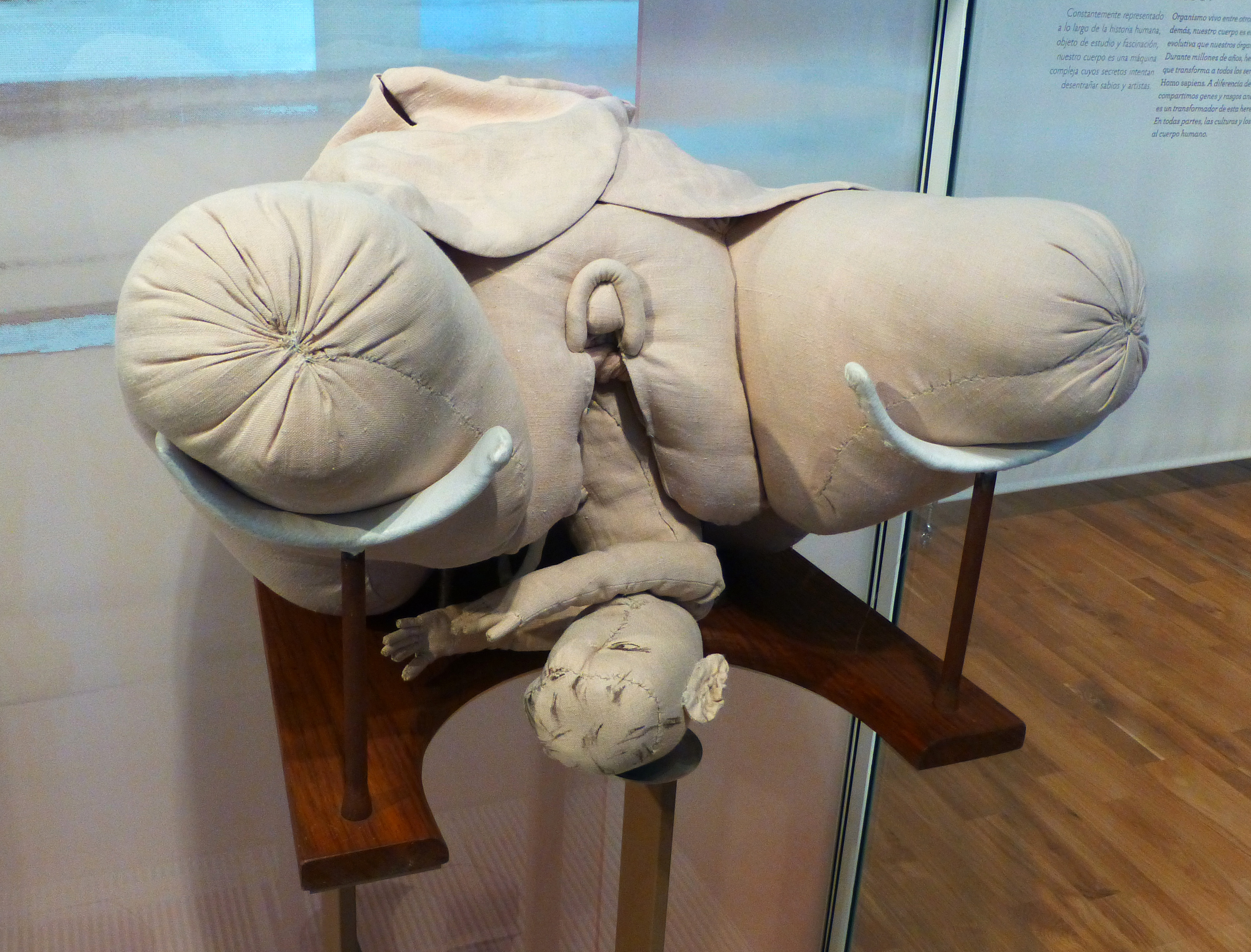
Fac-similé de la « machine » de Mme du Coudray, sage-femme. Mannequin utilisé pour enseigner l’art des accouchements. XVIIIe siècle. Musée de l'Homme, Paris.

- 13 mai : Angélique du Coudray, sage-femme française, présente à l'Académie de chirurgie sa « machine », le premier mannequin d'enseignement de l'obstétrique. Son usage est approuvé[1].

- John Smeaton met au point une sorte de mortier pour la construction du troisième phare d'Eddystone[2].

- Le savant russe Mikhaïl Lomonossov reconnaissant l'augmentation de poids des métaux calcinés, réfute la théorie phlogistique de la combustion. Ses travaux restent inconnus en Europe occidentale[3].

## Publications
- Thomas Birch : The History of the Royal Society of London (Histoire de la société royale de Londres, 4 vol. 1756-1757).
- Joseph Black : Experiments upon magnesia alba, quicklime and some other alcaline substances. Il décrit comment les carbonates deviennent plus basiques quand ils perdent du dioxyde de carbone. Il identifie l’« air fixe » (dioxyde de carbone) qui se dégage des calcaires attaqués par l’acide ou provenant de la respiration d’un animal[4],[5].
- Émilie du Châtelet : Principes mathématiques de la philosophie naturelle, première publication posthume de la traduction française des Principia de Newton.
- François Quesnay : articles économiques « Évidence », « Grains » et « Fermier » (1757), dans l’Encyclopédie de Diderot. Il rédige les articles « Hommes » (1757) « Impôts » (1757-1758) et « Intérêt de l'argent », inédits jusqu’au début du XXe siècle[6].
- Robert Simson publie la première édition bilingue (latin-anglais) des Éléments d'Euclide. Cette édition est reste jusqu'à la fin du XIXe siècle la version standard d'Euclide en Angleterre.

## Naissances

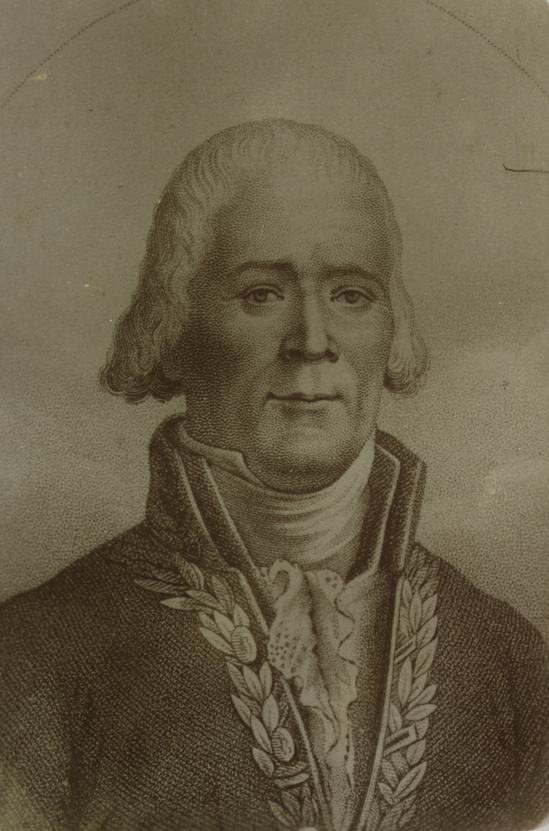
Guillaume-Antoine Olivier

- 19 janvier : Guillaume-Antoine Olivier (mort en 1814), naturaliste et entomologiste français.
- 22 février : Franz Josef von Gerstner (mort en 1832), mathématicien et physicien bohémien, qui a étudié l'hydrodynamique.
- 6 mai : Everard Home (mort en 1832), médecin britannique.
- 4 juin : Jean-Antoine Chaptal, (mort en 1832) chimiste français. Il a donné son nom à la chaptalisation.
- 19 juin : Antoine Dubois (mort en 1837), chirurgien français.
- 17 juillet : Ernst Gottfried Fischer (mort en 1831), chimiste et physicien allemand.
- 19 août : Jan Śniadecki (mort en 1830), mathématicien, philosophe et astronome polonais.
- 21 septembre : John Loudon McAdam (mort en 1836), ingénieur écossais. Il a mis au point le système de revêtement des routes qui porte son nom, le macadam.
- 30 novembre : Ernst Chladni (mort en 1827), physicien allemand, fondateur de l'acoustique moderne.
- 26 décembre : Bernard Germain de Lacépède (mort en 1825), zoologiste et homme politique français.

## Décès
- 22 février : Pehr Löfling (né en 1729), botaniste suédois.
- 16 avril  : Jacques Cassini (né en 1677), astronome français.
- 1er juillet : Giambattista Nolli (né en 1692), architecte et cartographe italien, connu pour son grand plan de Rome (latin : Nuova Pianta di Roma), gravé et édité en 1748[7].